# Hydrophis torquatus
Hydrophis torquatus är en ormart som beskrevs av Günther 1864. Hydrophis torquatus ingår i släktet Hydrophis och familjen giftsnokar och underfamiljen havsormar.
Denna orm förekommer i havet från sydöstra Kina och södra Thailand till Borneo och Sumatra. Arten besöker även angränsande floder. Honor lägger inga ägg utan föder levande ungar. Ormens bett är giftigt.
Det är inget känt om populationens storlek och möjliga hot. IUCN kategoriserar arten globalt som otillräckligt studerad.

## Underarter
Arten delas in i följande underarter:
- H. t. aagaardi
- H. t. diadema
- H. t. torquatus